# Laurynas Grigelis
Laurynas Grigelis, soprannominato Grigio (Klaipėda, 14 agosto 1991), è un tennista lituano.

## Carriera
Laurynas Grigelis ha vinto il suo primo titolo della carriera in singolare, nel circuito futures a Wrexham, il 13 settembre 2009 battendo in finale il britannico David Rice con il punteggio di 6-2, 6-3. Il 17 giugno 2011 Grigelis vince il suo primo titolo challenger della carriera ad Aptos battendo in finale il serbo Ilija Bozoljac in due set. Nel 2013 il tennista lituano si aggiudica ben 6 titoli futures (Vilnius, Antalya, Loughborough, Tipton, Edgbaston e Opava) essendo secondo solo allo spagnolo Pablo Carreño Busta in questa speciale classifica.
Dalla fine del 2010 Grigelis è allenato da Giuseppe Menga.

## Statistiche

### Tornei minori

#### Singolare

##### Vittorie (10)
| Legenda tornei minori |
| Challenger (1)        |
| Futures (9)           |

| Numero | Data              | Torneo                       | Superficie    | Avversario in finale | Punteggio        |
| 1.     | 13 settembre 2009 | Wrexham, Gran Bretagna       | Cemento       | David Rice           | 6–2, 6–3         |
| 2.     | 29 maggio 2011    | Agadir, Marocco              | Terra rossa   | Bassam Beidas        | 6–0, 6–0         |
| 3.     | 17 giugno 2011    | Aptos, Stati Uniti d'America | Cemento       | Ilija Bozoljac       | 6–2, 7–6(4)      |
| 4.     | 4 agosto 2013     | Vilnius, Lituania            | Terra rossa   | Giammarco Micolani   | 6–1, 6–3         |
| 5.     | 22 settembre 2013 | Antalya, Turchia             | Cemento       | Claudio Fortuna      | 6–2, 6–3         |
| 6.     | 19 ottobre 2013   | Loughborough, Gran Bretagna  | Cemento (i)   | David Rice           | 6–4, 3–6, 6–3    |
| 7.     | 26 ottobre 2013   | Tipton, Gran Bretagna        | Cemento (i)   | Joris De Loore       | 6–3, 6–3         |
| 8.     | 2 novembre 2013   | Edgbaston, Gran Bretagna     | Cemento (i)   | Joris De Loore       | 6–3, 1–6, 6–0    |
| 9.     | 1º dicembre 2013  | Opava, Repubblica Ceca       | Sintetico (i) | Uladzimir Ihnacik    | 4–6, 6–3, 7–6(2) |
| 10.    | 18 gennaio 2014   | Glasgow, Gran Bretagna       | Cemento (i)   | Daniel Smethurst     | 7–5, 6(4)–7, 7-5 |